# Daniel Kolář
Daniel Kolář (Prága, Csehország, 1985. október 27. –) cseh labdarúgó, aki jelenleg a Viktoria Plzeňben játszik középpályásként. A cseh válogatott tagjaként ott volt a 2012-es Európa-bajnokságon.

## Pályafutása
Kolář 2003-ban kapott profi szerződést a Sparta Prahától, de eleinte nem tudott állandó helyet kiharcolni magának a kezdőben. 2004-ben kölcsönben az 1. FC Slováckóhoz került, majd a Chmel Blšany is kölcsönvette. 2006-ban őt választották a legjobb Csehországban futballozó játékosnak. 2008-ban véglegesen is elhagyta a Spartát, a Viktoria Plzeňhez igazolt. Ott megnyerte a Cseh Kupát és a bajnoki címet is.

### A válogatottban
Kolář 2009. június 5-én mutatkozott be a cseh válogatottban, Málta ellen. Első gólját 2009. szeptember 6-án, Ukrajna ellen lőtte. Tagja volt a 2012-es Eb-n részt vevő keretnek. A tornán Görögország és a Lengyelország elleni csoportmeccseket játszott.

## Sikerei, díjai

### Viktoria Plzeň
- Cseh kupagyőztes: 2010
- Cseh bajnok: 2010/11

## Fordítás
- Ez a szócikk részben vagy egészben  a   Daniel Kolář című angol Wikipédia-szócikk fordításán alapul.  Az eredeti cikk szerkesztőit annak laptörténete sorolja fel. Ez a jelzés csupán a megfogalmazás eredetét és a szerzői jogokat jelzi, nem szolgál a cikkben szereplő információk forrásmegjelöléseként.

## Külső hivatkozások
- Daniel Kolář válogatottbeli statisztikái
- Daniel Kolář adatlapja az iDNES.cz-n